# Stile Luigi XV

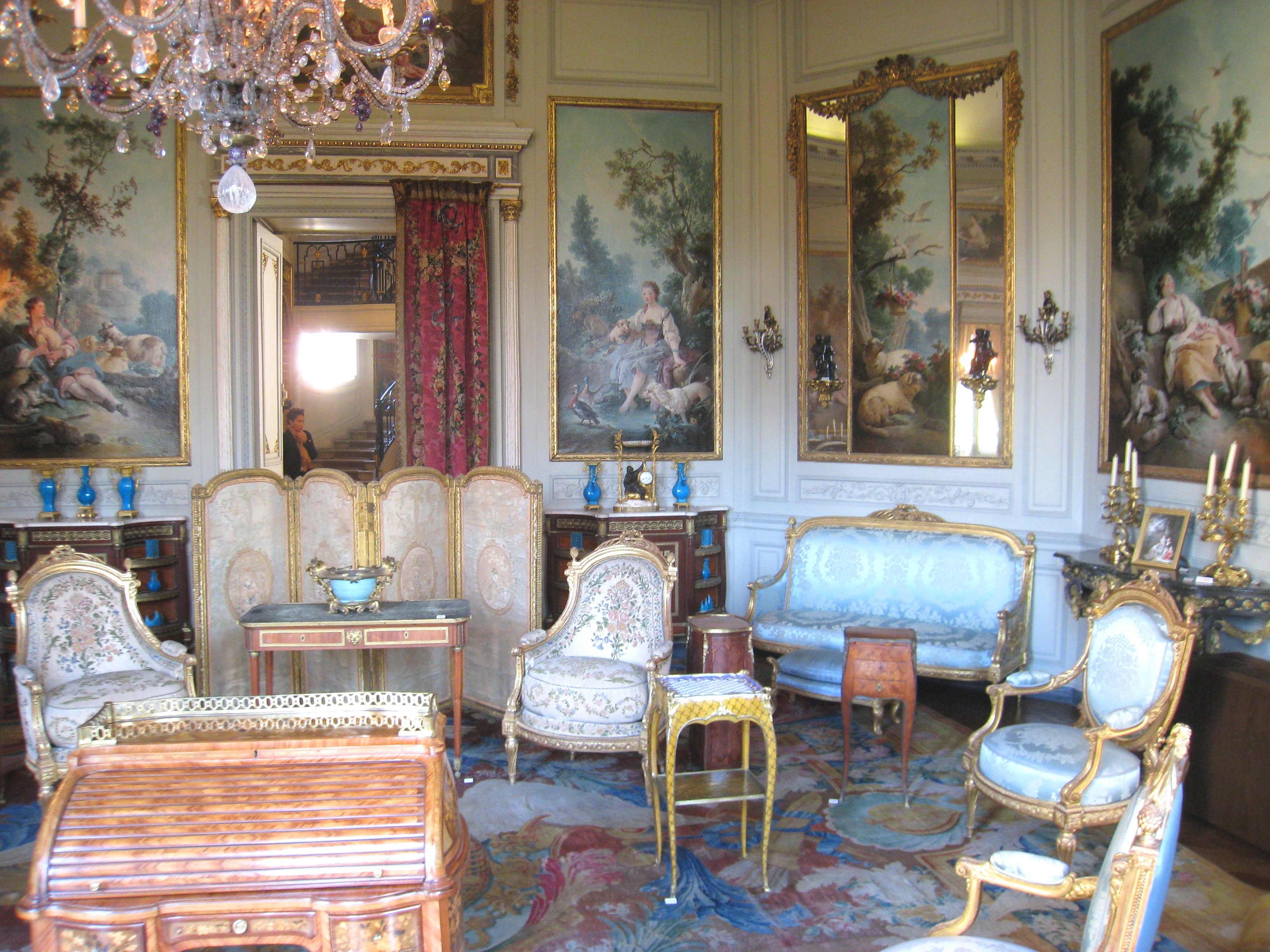
Una camera arredata in stile Luigi XV.

Lo stile Luigi XV nelle arti decorative, si ispira alle forme naturalistiche, prediligendo le linee curve e le composizioni asimmetriche; elabora i caratteri del gusto rococò già maturati durante il breve periodo di transizione durante il quale si era affermato lo stile Reggenza.

## Descrizione

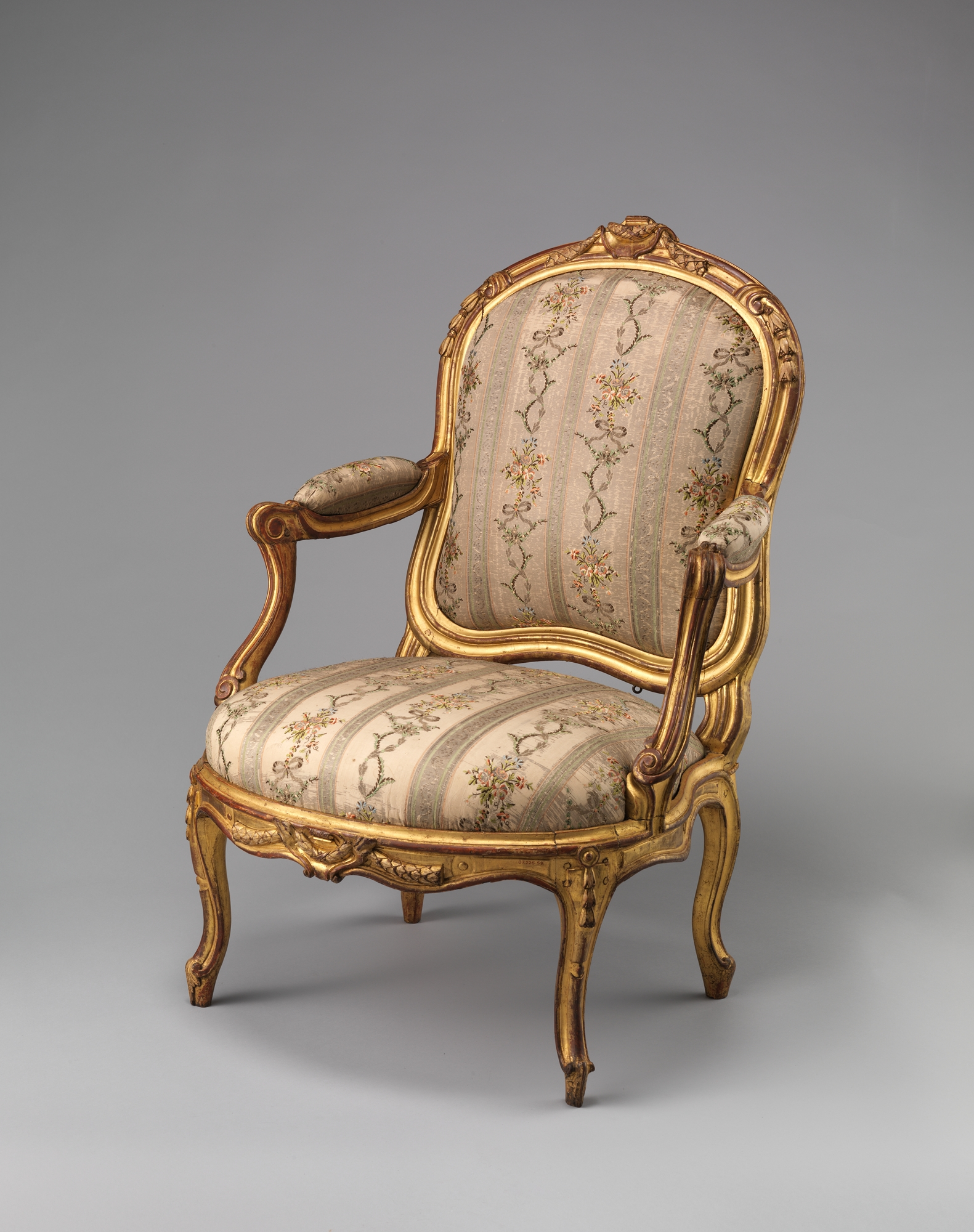
Louis Delanois, poltrona (Metropolitan Museum)

L'accento fu posto sull'insieme, così che pittura e scultura divennero parte dell'arte decorativa. Si sviluppò durante il regno di Luigi XV (1723–1774), inizialmente fu uno stile tipico delle sedie, in seguito ha influenzato tutte le arti del suo tempo. Molti libri si riferiscono a questo stile chiamandolo rocaille o rococò, specialmente quando si tratta di progetti completi di decorazione d'interni fatti da ornatisti. Ha caratterizzata l'ebanisteria francese del XVIII secolo che, durante il regno di Luigi XV, raggiunse l'eccellenza nella produzione di squisiti arredamenti rococò per l'enorme numero di abitazioni di proprietà della corona e della nobiltà.
Questo stile fu una pura creazione degli ebanisti - in particolare di Charles Cressent - e soprattutto il risultato di un significativo progresso tecnico nella produzione delle sedie. È stata la padronanza perfetta degli assemblaggi e della resistenza del legno che ha permesso di eliminare le pesanti traverse, di alleggerire le carcasse e di rischiare le gambe curve, nei tavoli, nelle commodes e nelle consoles. Gli inventori dello stile Luigi XV furono dei veri artisti nel senso moderno del termine, che rivoluzionarono il modo di guardare l'arredamento e la decorazione d'interni.
È quasi sempre una innovazione tecnica che mette fine alla ripetizione di stili classici, permette di esplorare nuove forme e scatena l'inizio di un rinnovamento stilistico; ciò è particolarmente vero per l'architettura gotica, lo stile Luigi XV e l'Art Nouveau: tre correnti caratterizzate dalle loro linee curve e dall'acquisizione del controllo di un materiale: pietra per la prima, legno per il secondo, metallo per la terza.
Il bureau du Roi per Luigi XV, disegnato e iniziato dall'ebanista Jean-François Oeben (1720-1763) e portato a termine dall'ebanista Jean-Henri Riesener (1734-1806), con i bronzi dorati al mercurio di Jean-Claude Chambellan Duplessis (1699-1774), è considerato il mobile più significativo dello stile Luigi XV.